# Motyčín
Motyčín (německy Motitschin) je čtvrť a katastrální území v kladenské městské části Švermov.

## Historie
První písemná zmínka o Motyčíně pochází z roku 1530, kdy byl motyčínský dvůr prodán Volfu Bořitovi z Martinic.
Od druhé poloviny 19. století začaly v oblasti zásluhou objevu ložisek černého uhlí vznikat hornické kolonie. V roce 1847 měl Motyčín 22 domů a 139 obyvatel, v roce 1900 už 355 domů s 4 026 obyvateli.

## Obecní správa
Do roku 1949 byly Motyčín a sousední Hnidousy samostatnými obcemi s vlastními školami a obchody. Tehdy byly sloučeny v obec Švermov, která byla roku 1968 povýšena na město. Samotný Švermov se stal v roce 1980 součástí Kladna.

## Sport
Ve vesnici působil fotbalový klub SK Motyčín, později nahrazený klubem TJ Baník Švermov.

## Pamětihodnosti
- Kaplička
- Do roku 1996 byl z politických důvodů památkově chráněn dům čp. 406 na Havlíčkově náměstí. Původní secesní budova sloužila lokomobilní elektrárně z roku 1899. Výroba elektřiny v ní skončila v roce 1919 a o čtyři roky později byl budova upravena na hostinec se společenským sálem. Po roce 1990 došlo necitlivými přestavbami ke znehodnocení architektonické podoby domu.[2]

## Osobnosti
V Motyčíně se roku 1906 narodil horník (dřevič) dolu Ronna Karel Koutecký, popravený koncem druhé světové války v Drážďanech. Ve Pcherách je po něm pojmenována ulice Karla Kouteckého, jeho jméno je také uvedeno na pomnících ve Pcherách a Vinařicích. Roku 1945 se ve vsi narodil folkový písničkář Miroslav Paleček.